# 2014 en rugby à XIII
| Années du rugby à XIII : 2011 - 2012 - 2013 - 2014 - 2015 - 2016 - 2017    |
| Décennies du rugby à XIII : 1980 - 1990 - 2000 - 2010 - 2020 - 2030 - 2040 |

Les faits marquants de l'année 2014 en rugby à XIII

## Principales compétitions
- Championnat de France
- National Rugby League (du 6 mars au 5 octobre 2014)
- State of Origin (du 28 mai au 9 juillet 2014)
- Super League (du 7 février au 11 octobre 2014)
- Coupe d'Angleterre (du 1er février au 23 août 2014)
- Tournoi des Quatre Nations (du 25 octobre au 15 novembre 2014)

## Événements

### Février
- 7 février : Coup d'envoi de la saison 2014 de la Super League avec la victoire d'Huddersfield Giants contre les Wigan Warriors 24-8.
- 22 février : Les Sydney Roosters remportent le World Club Challenge contre les Wigan Warriors 36-14 à l'Allianz Stadium de Sydney.

### Mars
- 6 mars : Coup d'envoi de la saison 2014 de la National Rugby League avec la victoire des South Sydney Rabbitohs contre les Sydney Roosters 28-8.

### Avril
- 14 avril : Toulouse remporte la Coupe de France 2014 contre Carcassonne 46-10 au Stade Albert-Domec (Carcassonne). Il s'agit du premier titre de Toulouse dans cette compétition.

### Mai
- 2 mai : ANZAC Test à l'Allianz Stadium de Sydney, victoire de l'Australie 30-18 face à la Nouvelle-Zélande.
- 3 mai : Victoire des Samoa 32-16 contre les Fidji. Les Samoa disputeront le Tournoi des Quatre Nations 2014.
- 4 mai : Match nul entre City et Country 26-26 dans le City vs Country Origin.
- 10 mai : Victoire 38-12 en finale du Championnat de France de Toulouse contre Lézignan au stade Gilbert-Brutus (Perpignan) devant 7 245 spectateurs.
- 28 mai : Victoire 12-8 des Blues de la Nouvelle-Galles du Sud contre les Maroons du Queensland lors du premier des trois matchs du State of Origin 2014 devant 52 111 spectateurs à Brisbane.

### Juin
- 18 juin : Victoire 6-4 des Blues de la Nouvelle-Galles du Sud contre les Maroons du Queensland lors du deuxième des trois matchs du State of Origin 2014 devant 83 421 spectateurs à Sydney. Il s'agit du premier titre pour les Blues depuis 2005.

### Juillet
- 9 juillet : Victoire 32-8  des Maroons du Queensland devant les Blues de la Nouvelle-Galles du Sud lors du troisième des trois matchs du State of Origin 2014 devant 50 155 spectateurs à Brisbane.

### Août
- 23 août : Les Rhinos de Leeds remporte la Coupe d'Angleterre contre les Tigers de Castleford 23-10 au Wembley Stadium (Londres) devant 77 914 spectateurs.

### Septembre
- 29 septembre 2014 : Johnathan Thurston et Jarryd Hayne sont conjointement élus joueur de l'année de la National Rugby League, cette récompense se nomme la Dally M Medal.

### Octobre
- 5 octobre : Victoire des Rabbitohs de South Sydney 30-6 sur les Bulldogs de Canterbury-Bankstown en finale de la National Rugby League devant 83 833 spectateurs à l'ANZ Stadium. Il s'agit de leur 21e titre. Sam Burgess est élu "homme du match (Clive Churchill Medal)".
- 10 octobre 2014 : Daryl Clark est élu joueur de l'année de la Super League, cette récompense se nomme la Man of Steel. Il est également élu meilleur jeune joueur de la Super League.
- 11 octobre : Victoire de St Helens RLFC 14-6 sur les Warriors de Wigan en finale de la Super League à l'Old Trafford à Manchester devant 70 102 spectateurs. James Roby est élu "homme du match".

## Principaux décès
| Date       | Nom                | Pays                | Age    | Commentaires                                   |
| 23 février | Keith Bridges      | Angleterre          | 84 ans |                                                |
| 27 février | Eric Lockwood      | Angleterre          | 81 ans |                                                |
| 28 avril   | Ryan Tandy         | Irlande / Australie | 32 ans | International irlandais                        |
| 11 mai     | Reg Gasnier        | Australie           | 74 ans | International australien, membre des Immortels |
| 29 mai     | René Ségura        | France              | 82 ans |                                                |
| 13 juillet | Josh Liavaa        | Nouvelle-Zélande    | 66 ans | International néo-zélandais                    |
| 18 juillet | Tony Dean          | Angleterre          | 65 ans |                                                |
| 23 juillet | Frank Vaughan      | Australie           | 96 ans |                                                |
| 26 juillet | Frédéric Trescases | France              | 92 ans | International français                         |